# 스카겐

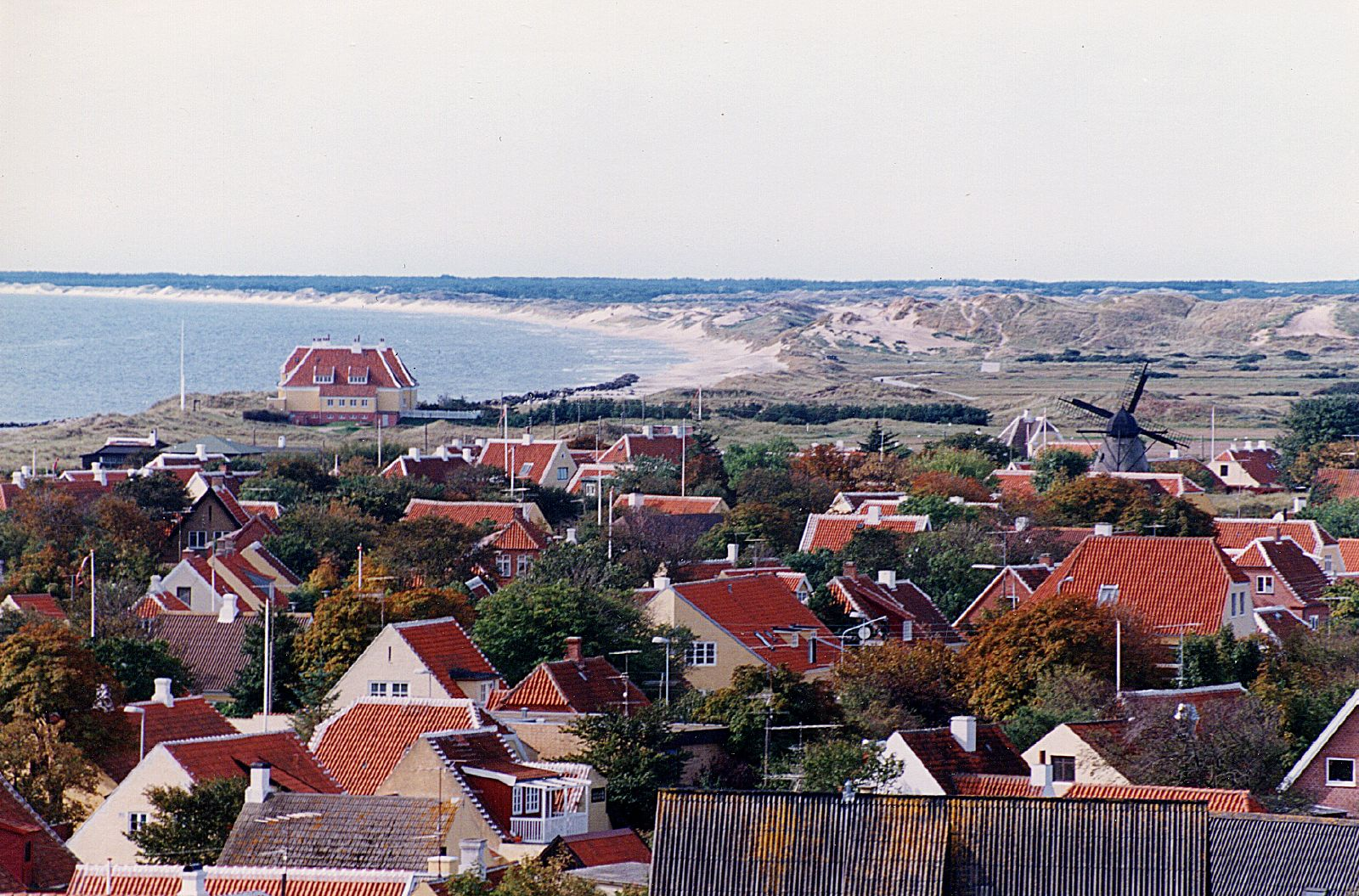
스카겐 시가지

스카겐(덴마크어: Skagen (스캐언))은 덴마크 북윌란 지역에 위치한 도시로 인구는 8,198명(2014년 기준)이다. 윌란반도와 덴마크의 최북단에 위치한 도시로서 행정 구역상으로는 프레데릭스하운 시에 속한다.

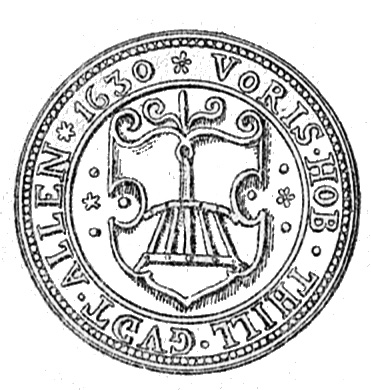
시 인장
시 문장

## 역사
1413년에 덴마크의 에리크 7세 국왕(포메라니아의 에리크)에 의해 시장도시 지위를 부여받으면서 덴마크의 어업의 중심지가 되었다. 1549년부터 1739년까지는 스카겐 최초의 문법 학교인 라틴스콜레(Latinskole)가 개교했고 1561년에는 스카겐 최초의 등대가 가동되었다. 1568년에는 350척에 달하는 어선과 상선이 난파되는 사고가 일어났고 1590년대에는 연이은 폭풍과 홍수가 일어나면서 주택이 파괴되었다. 토르스텐손 전쟁이 진행 중이던 1644년 1월에는 스웨덴 군대의 공격을 받아 파괴되기도 했다.
1775년에 일어난 거대한 폭풍, 1853년에 일어난 콜레라 확산 등으로 인해 스카겐은 쇠퇴하게 된다. 하지만 1870년대부터 덴마크의 여러 화가들과 작가들이 스카겐을 방문하면서 스카겐은 여름 휴양지, 관광지로 널리 알려지게 된다. 특히 스카겐에서 활동하던 덴마크의 인상주의 화가인 페데르 세베린 크뢰위에르, 마리 크뢰위에르, 미카엘 앙케르, 아나 앙케르, 카를 마센, 라우리츠 툭센, 홀게르 드라크만 등은 자신들만의 예술가 집단을 형성했다.
1841년에는 덴마크의 건축가인 크리스티안 프레데리크 한센이 옛 스카겐 교회를 대체한 교회당인 새 스카겐 교회를 설계했다. 이 교회는 1910년에 스카겐의 여러 건축물들을 설계했던 덴마크의 건축가인 울리크 플레스네르에 의해 준공되었다. 19세기 말에는 스카겐에 학교 3개가 건립되었고 1907년 11월 20일에는 스카겐에 현대적인 항만 시설이 준공되었다. 1910년대에는 덴마크의 크리스티안 10세 국왕과 알렉산드리네 추 메클렌부르크슈베린 대공녀 왕비가 스카겐을 방문하면서 유럽의 여러 왕족들이 스카겐을 방문했다.

## 지리
스카겐은 프레데릭스하운에서 북쪽으로 41km, 올보르에서 북동쪽으로 108km, 오르후스에서 북동쪽으로 226km 정도 떨어진 곳에 위치한다. 스카겐은 3면이 바다에 둘러싸여 있어서 시원한 해양성 기후를 띠고 있는데 서쪽으로는 스카게라크 해협, 북쪽으로는 북해, 동쪽으로는 카테가트 해협과 접한다.
스카겐의 북쪽에 위치한 스카겐오데 반도(Skagen Odde)는 모래에 뒤덮여 있는데 길이가 30km에 달한다. 스카겐오데 반도에는 그레넨(Grenen)이라는 사주가 위치한다. 스카겐은 덴마크에서 일조량이 높은 도시로서 7월에는 평균 일조량이 233시간에 달한다.

## 기후
| Skagen (1971–2000)의 기후                                  | Skagen (1971–2000)의 기후 | Skagen (1971–2000)의 기후 | Skagen (1971–2000)의 기후 | Skagen (1971–2000)의 기후 | Skagen (1971–2000)의 기후 | Skagen (1971–2000)의 기후 | Skagen (1971–2000)의 기후 | Skagen (1971–2000)의 기후 | Skagen (1971–2000)의 기후 | Skagen (1971–2000)의 기후 | Skagen (1971–2000)의 기후 | Skagen (1971–2000)의 기후 | Skagen (1971–2000)의 기후 |
| 월                                                         | 1월                       | 2월                       | 3월                       | 4월                       | 5월                       | 6월                       | 7월                       | 8월                       | 9월                       | 10월                      | 11월                      | 12월                      | 연간                      |
| ---------------------------------------------------------- | ------------------------- | ------------------------- | ------------------------- | ------------------------- | ------------------------- | ------------------------- | ------------------------- | ------------------------- | ------------------------- | ------------------------- | ------------------------- | ------------------------- | ------------------------- |
| 역대 최고 기온 °C (°F)                                     | 10.2 (50.4)               | 11.5 (52.7)               | 15.7 (60.3)               | 19.0 (66.2)               | 23.6 (74.5)               | 27.1 (80.8)               | 28.2 (82.8)               | 29.0 (84.2)               | 22.6 (72.7)               | 19.0 (66.2)               | 13.2 (55.8)               | 11.1 (52.0)               | 29.0 (84.2)               |
| 일평균 최고 기온 °C (°F)                                   | 3.0 (37.4)                | 2.7 (36.9)                | 4.6 (40.3)                | 8.4 (47.1)                | 13.7 (56.7)               | 17.2 (63.0)               | 19.5 (67.1)               | 19.2 (66.6)               | 15.5 (59.9)               | 11.4 (52.5)               | 7.3 (45.1)                | 4.7 (40.5)                | 10.6 (51.1)               |
| 일일 평균 기온 °C (°F)                                     | 1.4 (34.5)                | 1.0 (33.8)                | 2.5 (36.5)                | 5.6 (42.1)                | 10.5 (50.9)               | 14.0 (57.2)               | 16.3 (61.3)               | 16.2 (61.2)               | 13.1 (55.6)               | 9.5 (49.1)                | 5.7 (42.3)                | 3.1 (37.6)                | 8.2 (46.8)                |
| 일평균 최저 기온 °C (°F)                                   | −0.7 (30.7)               | −1.1 (30.0)               | 0.3 (32.5)                | 2.9 (37.2)                | 7.5 (45.5)                | 10.9 (51.6)               | 13.1 (55.6)               | 13.0 (55.4)               | 10.4 (50.7)               | 7.1 (44.8)                | 3.6 (38.5)                | 1.0 (33.8)                | 5.7 (42.3)                |
| 역대 최저 기온 °C (°F)                                     | −16.5 (2.3)               | −15.0 (5.0)               | −10.8 (12.6)              | −4.8 (23.4)               | −3.0 (26.6)               | 3.2 (37.8)                | 6.0 (42.8)                | 5.5 (41.9)                | 1.3 (34.3)                | −2.6 (27.3)               | −5.8 (21.6)               | −12.4 (9.7)               | −16.5 (2.3)               |
| 평균 강수량 mm (인치)                                      | 52.4 (2.06)               | 32.1 (1.26)               | 40.4 (1.59)               | 33.7 (1.33)               | 43.6 (1.72)               | 54.6 (2.15)               | 48.8 (1.92)               | 61.9 (2.44)               | 75.5 (2.97)               | 75.6 (2.98)               | 66.1 (2.60)               | 58.5 (2.30)               | 643.2 (25.32)             |
| 평균 강수일수 (≥ 0.1 mm)                                   | 16.5                      | 12.3                      | 13.7                      | 11.2                      | 11.1                      | 11.8                      | 10.1                      | 11.8                      | 14.4                      | 16.0                      | 16.6                      | 16.7                      | 162.3                     |
| 평균 강설일수                                              | 5.8                       | 4.6                       | 3.7                       | 1.2                       | 0.0                       | 0.0                       | 0.0                       | 0.0                       | 0.0                       | 0.1                       | 1.2                       | 3.7                       | 20.3                      |
| 평균 상대 습도 (%)                                         | 93                        | 91                        | 91                        | 87                        | 86                        | 87                        | 87                        | 87                        | 87                        | 88                        | 90                        | 92                        | 89                        |
| 평균 월간 일조시간                                         | 59                        | 77                        | 135                       | 194                       | 291                       | 274                       | 306                       | 257                       | 164                       | 101                       | 56                        | 48                        | 1,969                     |
| 출처: Danish Meteorological Institute (humidity 1978–1997) |                           |                           |                           |                           |                           |                           |                           |                           |                           |                           |                           |                           |                           |

## 관광
스카겐에는 14세기 말에 건립된 이후에 1755년에 일어난 폭풍으로 인해 지붕을 제외한 나머지 부분이 모래에 뒤덮인 옛 교회가 남아 있다. 그 외에 스카겐을 거점으로 활동했던 예술가들과 밀접한 관련이 있는 건축물인 브뢰눔 호텔, 스카겐 박물관, 미카엘·아나 앙케르 부부 저택, 드라크만 저택이 남아 있다.

## 자매 도시
- 스웨덴 크리스티네함
- 노르웨이 파르순
- 핀란드 세이내요키
- 그린란드 시시미우트
- 중국 칭다오시